# Cubanichthys
 Cubanichthys és un gènere de peixos de la família dels ciprinodòntids i de l'ordre dels ciprinodontiformes.

## Taxonomia
- Cubanichthys cubensis (Eigenmann, 1903)
- Cubanichthys pengelleyi (Fowler, 1939)[1][2]